# Enkō (yōkai)
Un enkō (猿猴) est une créature légendaire transmise depuis des périodes anciennes dans la préfecture de Hiroshima ainsi que dans les régions de Chūgoku et de Shikoku où il serait considéré comme une variété ancestrale de kappa. Le nom « enkō » se compose de la lecture sino-japonaise (on’yomi) du caractères en (猿 ; èn) désignant un singe habile sans queue, désignant en chinois le gibbon, ainsi que de kō (猴) désignant des espèces de singes sauvages possédant une queue, désignant divers cercopithèques comme les macaques.
Contrairement aux kappa dans leurs formes les plus standards, l'enkō est décrit comme étant une créature humanoïde recouverte d’une épaisse fourrure, le faisant ressembler à un singe, d’où son nom. Il arpenterai les cours d’eau et les lagons à la recherche d’humains, qu’il attaque en y insérant la main dans leur rectum pour y extraire leur foie. Pour s’en protéger, il faut se munir d’un objet métallique. Dans certains récits, il est dit qu’il est capable de se métamorphoser en femme.

## Mentions

### Province de Tosa
D’après le tosa kinsen yōkai Shiryo (土佐近世妖怪資料 ; « Recueil de yōkai de l’époque moderne de Tosa »), l'enkō ressemble à un petit enfant de trois ans, avec des membres longs et griffus, et une peau visqueuse comme celle d’un sillure.
En 1863, un enkö aurait été capturé vivant dans la province de Tosa, aujourd’hui préfecture de Kōchi. Il avait le visage rouge, des pieds ressemblant à ceux des humains et des bras pouvant s’étirer à volonté. Selon une légende, un homme qui avait attaché son cheval près d’une rivière fut témoin d’un enkö tirant les pattes de l’animal pour s’amuser. Pour le punir, il tenta de lui tordre le bras, mais peu importe combien il le tournait, le bras semblait s’étirer à l’infini. L’homme passa ainsi toute la nuit à essayer de le tordre sans succès.
D’après le folkloriste Kazuo Katsurai, les enkö de Tosa prennent parfois l’apparence d’une poupée Ichimatsu et apparaissent sur les lieux de pêche nocturne. Lorsqu’on les pique avec une lance, ils affichent un sourire narquois.
Il existe aussi des légendes où lesquelles les enkō. violeraient des femmes humaines. Les enfants nés de ces unions possèdent une assiette sur la tête, caractéristique des kappa, ainsi qu’une dent unique dès la naissance. Selon la tradition, ces enfants monstrueux étaient alors brûlés vifs.

### Autres régions
Un autre yōkai similaire aux kappa existe dans la région de Shikoku : le Shibaten. Des légendes racontent que le jour du festival de Gion, célébré le sixième jour du sixième mois du calendrier lunaire, les shibaten s’immergent dans la rivière et se métamorphosent en enkō. Ce jour-là, il est d’usage de leur offrir des concombres en les jetant dans l’eau. Dans la ville de Hagi et le district d’Abu, un yōkai aquatique désigné sous le nom de takiwaro, après avoir vécu trois ans en montagne et trois ans en rivière, se métamorphose également un enkō,.
Dans l’arrondissement Minami, à Hiroshima, existe un cours d’eau du nom de enkōgawa (猿猴川), tirant le nom de cette créature. Un festival annuel, le « Enkögawa Kappa Matsuri » (猿猴川河童まつり), est organisé en hommage à cette légende.